# Listă de orașe din statul Minnesota
Listă alfabetică a orașelor din statul Minnesota, SUA

## A
- Ada
- Adams
- Adrian
- Afton
- Aitkin
- Akeley
- Albany
- Alberta
- Albert Lea
- Albertville
- Alden
- Aldrich
- Alexandria
- Alpha
- Altura
- Alvarado
- Amboy
- Andover
- Annandale
- Anoka
- Appleton
- Apple Valley
- Arco
- Arden Hills
- Argyle
- Arlington
- Ashby
- Askov
- Atwater
- Audubon
- Aurora
- Austin
- Avoca
- Avon

## B
- Babbitt
- Backus
- Badger
- Bagley
- Balaton
- Barnesville
- Barnum
- Barrett
- Barry
- Battle Lake
- Baudette
- Baxter
- Bayport
- Beardsley
- Beaver Bay
- Beaver Creek
- Becker
- Bejou
- Belgrade
- Bellechester
- Belle Plaine
- Bellingham
- Beltrami
- Belview
- Bemidji
- Bena
- Benson
- Bertha
- Bethel
- Bigelow
- Big Falls
- Bigfork
- Big Lake
- Bingham Lake
- Birchwood Village
- Bird Island
- Biscay
- Biwabik
- Blackduck
- Blaine
- Blomkest
- Blooming Prairie
- Bloomington
- Blue Earth
- Bluffton
- Bock
- Borup
- Bovey
- Bowlus
- Boyd
- Boy River
- Braham
- Brainerd
- Brandon
- Breckenridge
- Breezy Point
- Brewster
- Bricelyn
- Brooklyn Center
- Brooklyn Park
- Brook Park
- Brooks
- Brookston
- Brooten
- Browerville
- Brownsdale
- Browns Valley
- Brownsville
- Brownton
- Bruno
- Buckman
- Buffalo
- Buffalo Lake
- Buhl
- Burnsville
- Burtrum
- Butterfield
- Byron

## C
- Caledonia
- Callaway
- Calumet
- Cambridge
- Campbell
- Canby
- Cannon Falls
- Canton
- Carlos
- Carlton
- Carver
- Cass Lake
- Cedar Mills
- Center City
- Centerville
- Ceylon
- Champlin
- Chandler
- Chanhassen
- Chaska
- Chatfield
- Chickamaw Beach
- Chisago City
- Chisholm
- Chokio
- Circle Pines
- Clara City
- Claremont
- Clarissa
- Clarkfield
- Clarks Grove
- Clearbrook
- Clear Lake
- Clearwater
- Clements
- Cleveland
- Climax
- Clinton
- Clitherall
- Clontarf
- Cloquet
- Coates
- Cobden
- Cohasset
- Cokato
- Cold Spring
- Coleraine
- Cologne
- Columbia Heights
- Columbus
- Comfrey
- Comstock
- Conger
- Cook
- Coon Rapids
- Corcoran
- Correll
- Cosmos
- Cottage Grove
- Cottonwood
- Courtland
- Cromwell
- Crookston
- Crosby
- Crosslake
- Crystal
- Currie
- Cuyuna
- Cyrus

## D
- Dakota
- Dalton
- Danube
- Danvers
- Darfur
- Darwin
- Dassel
- Dawson
- Dayton
- Deephaven
- Deer Creek
- Deer River
- Deerwood
- De Graff
- Delano
- Delavan
- Delft
- Delhi
- Dellwood
- Denham
- Dennison
- Dent
- Detroit Lakes
- Dexter
- Dilworth
- Dodge Center
- Donaldson
- Donnelly
- Doran
- Dover
- Dovray
- Duluth
- Dumont
- Dundas
- Dundee
- Dunnell

## E
- Eagan
- Eagle Bend
- Eagle Lake
- East Bethel
- East Grand Forks
- East Gull Lake
- East Pointe
- Easton
- Echo
- Eden Prairie
- Eden Valley
- Edgerton
- Edina
- Effie
- Eitzen
- Elba
- Elbow Lake
- Elgin
- Elizabeth
- Elko
- Elk River
- Elkton
- Ellendale
- Ellsworth
- Elmdale
- Elmore
- Elrosa
- Ely
- Elysian
- Emily
- Emmons
- Erhard
- Erskine
- Evan
- Evansville
- Eveleth
- Excelsior
- Eyota

## F
- Fairfax
- Fairmont
- Falcon Heights
- Faribault
- Farmington
- Farwell
- Federal Dam
- Felton
- Fergus Falls
- Fertile
- Fifty Lakes
- Finlayson
- Fisher
- Flensburg
- Floodwood
- Florence
- Foley
- Forada
- Forest Lake
- Foreston
- Fort Ripley
- Fosston
- Fountain
- Foxhome
- Franklin
- Frazee
- Freeborn
- Freeport
- Fridley
- Frost
- Fulda
- Funkley

## G
- Garfield
- Garrison
- Garvin
- Gary
- Gaylord
- Gem Lake
- Geneva
- Genola
- Georgetown
- Ghent
- Gibbon
- Gilbert
- Gilman
- Glencoe
- Glenville
- Glenwood
- Glyndon
- Golden Valley
- Gonvick
- Goodhue
- Goodridge
- Good Thunder
- Goodview
- Graceville
- Granada
- Grand Marais
- Grand Meadow
- Grand Rapids
- Granite Falls
- Grant
- Grasston
- Greenbush
- Greenfield
- Green Isle
- Greenwald
- Greenwood
- Grey Eagle
- Grove City
- Grygla
- Gully

## H
- Hackensack
- Hadley
- Hallock
- Halma
- Halstad
- Hamburg
- Ham Lake
- Hammond
- Hampton
- Hancock
- Hanley Falls
- Hanover
- Hanska
- Harding
- Hardwick
- Harmony
- Harris
- Hartland
- Hastings
- Hatfield
- Hawley
- Hayfield
- Hayward
- Hazel Run
- Hector
- Heidelberg
- Henderson
- Hendricks
- Hendrum
- Henning
- Henriette
- Herman
- Hermantown
- Heron Lake
- Hewitt
- Hibbing
- Hill City
- Hillman
- Hills
- Hilltop
- Hinckley
- Hitterdal
- Hoffman
- Hokah
- Holdingford
- Holland
- Hollandale
- Holloway
- Holt
- Hopkins
- Houston
- Howard Lake
- Hoyt Lakes
- Hugo
- Humboldt
- Hutchinson

## I
- Ihlen
- Independence
- International Falls
- Inver Grove Heights
- Iona
- Iron Junction
- Ironton
- Isanti
- Isle
- Ivanhoe

## J
- Jackson
- Janesville
- Jasper
- Jeffers
- Jenkins
- Johnson
- Jordan

## K
- Kandiyohi
- Karlstad
- Kasota
- Kasson
- Keewatin
- Kelliher
- Kellogg
- Kennedy
- Kenneth
- Kensington
- Kent
- Kenyon
- Kerkhoven
- Kerrick
- Kettle River
- Kiester
- Kilkenny
- Kimball
- Kinbrae
- Kingston
- Kinney

## L
- La Crescent
- Lafayette
- Lake Benton
- Lake Bronson
- Lake City
- Lake Crystal
- Lake Elmo
- Lakefield
- Lake Henry
- Lakeland
- Lakeland Shores
- Lake Lillian
- Lake Park
- Lake St. Croix Beach
- Lake Shore
- Lakeville
- Lake Wilson
- Lamberton
- Lancaster
- Landfall
- Lanesboro
- Laporte
- La Prairie
- La Salle
- Lastrup
- Lauderdale
- Le Center
- Lengby
- Leonard
- Leonidas
- Le Roy
- Lester Prairie
- Le Sueur
- Lewiston
- Lewisville
- Lexington
- Lilydale
- Lindstrom
- Lino Lakes
- Lismore
- Litchfield
- Little Canada
- Little Falls
- Littlefork
- Long Beach
- Long Lake
- Long Prairie
- Longville
- Lonsdale
- Loretto
- Louisburg
- Lowry
- Lucan
- Luverne
- Lyle
- Lynd

## M
- Mabel
- McGrath
- McGregor
- McIntosh
- McKinley
- Madelia
- Madison
- Madison Lake
- Magnolia
- Mahnomen
- Mahtomedi
- Manchester
- Manhattan Beach
- Mankato
- Mantorville
- Maple Grove
- Maple Lake
- Maple Plain
- Mapleton
- Mapleview
- Maplewood
- Marble
- Marietta
- Marine on St. Croix
- Marshall
- Mayer
- Maynard
- Mazeppa
- Meadowlands
- Medford
- Medicine Lake
- Medina
- Meire Grove
- Melrose
- Menahga
- Mendota
- Mendota Heights
- Mentor
- Middle River
- Miesville
- Milaca
- Milan
- Millerville
- Millville
- Milroy
- Miltona
- Minneapolis
- Minneiska
- Minneota
- Minnesota City
- Minnesota Lake
- Minnetonka
- Minnetonka Beach
- Minnetrista
- Mizpah
- Montevideo
- Montgomery
- Monticello
- Montrose
- Moorhead
- Moose Lake
- Mora
- Morgan
- Morris
- Morristown
- Morton
- Motley
- Mound
- Mounds View
- Mountain Iron
- Mountain Lake
- Murdock
- Myrtle

## N
- Nashua
- Nashwauk
- Nassau
- Nelson
- Nerstrand
- Nevis
- New Auburn
- New Brighton
- Newfolden
- New Germany
- New Hope
- New London
- New Market
- New Munich
- Newport
- New Prague
- New Richland
- New Trier
- New Ulm
- New York Mills
- Nicollet
- Nickerson
- Nielsville
- Nimrod
- Nisswa
- Norcross
- North Branch
- Northfield
- North Mankato
- North Oaks
- Northome
- Northrop
- North St. Paul
- Norwood Young America

## O
- Oakdale
- Oak Grove
- Oak Park Heights
- Odessa
- Odin
- Ogema
- Ogilvie
- Okabena
- Oklee
- Olivia
- Onamia
- Ormsby
- Orono
- Oronoco
- Orr
- Ortonville
- Osakis
- Oslo
- Osseo
- Ostrander
- Otsego
- Ottertail
- Owatonna

## P
- Palisade
- Parkers Prairie
- Park Rapids
- Paynesville
- Pease
- Pelican Rapids
- Pemberton
- Pennock
- Pequot Lakes
- Perham
- Perley
- Peterson
- Pierz
- Pillager
- Pine City
- Pine Island
- Pine River
- Pine Springs
- Pipestone
- Plainview
- Plato
- Pleasant Lake
- Plummer
- Plymouth
- Porter
- Pratt
- Preston
- Princeton
- Prinsburg
- Prior Lake
- Proctor
- Puposky

## Q
- Quamba

## R
- Racine
- Ramsey
- Randall
- Randolph
- Ranier
- Raymond
- Red Lake Falls
- Red Wing
- Redwood Falls
- Regal
- Remer
- Renville
- Revere
- Rice
- Richfield
- Richmond
- Richville
- Riverton
- Robbinsdale
- Rochester
- Rock Creek
- Rockford
- Rockville
- Rogers
- Rollingstone
- Ronneby
- Roosevelt
- Roscoe
- Roseau
- Rose Creek
- Rosemount
- Roseville
- Rothsay
- Round Lake
- Royalton
- Rush City
- Rushford
- Rushford Village
- Rushmore
- Russell
- Ruthton
- Rutledge

## S
- Sabin
- Sacred Heart
- St. Anthony
- St. Anthony Village
- St. Augusta
- St. Bonifacius
- St. Charles
- St. Clair
- St. Cloud
- St. Francis
- St. Hilaire
- St. James
- St. Joseph
- St. Leo
- St. Louis Park
- St. Martin
- St. Marys Point
- St. Michael
- St. Paul
- St. Paul Park
- St. Peter
- St. Rosa
- St. Stephen
- St. Vincent
- Sanborn
- Sandstone
- Sargeant
- Sartell
- Sauk Centre
- Sauk Rapids
- Savage
- Scandia
- Scanlon
- Seaforth
- Sebeka
- Sedan
- Shafer
- Shakopee
- Shelly
- Sherburn
- Shevlin
- Shoreview
- Shorewood
- Silver Bay
- Silver Lake
- Skyline
- Slayton
- Sleepy Eye
- Sobieski
- Solway
- South Haven
- South St. Paul
- Spicer
- Springfield
- Spring Grove
- Spring Hill
- Spring Lake Park
- Spring Park
- Spring Valley
- Squaw Lake
- Stacy
- Staples
- Starbuck
- Steen
- Stephen
- Stewart
- Stewartville
- Stillwater
- Stockton
- Storden
- Strandquist
- Strathcona
- Sturgeon Lake
- Sunburg
- Sunfish Lake
- Swanville

## T
- Taconite
- Tamarack
- Taopi
- Taunton
- Taylors Falls
- Tenney
- Tenstrike
- Thief River Falls
- Thomson
- Tintah
- Tonka Bay
- Tower
- Tracy
- Trail
- Trimont
- Trommald
- Trosky
- Truman
- Turtle River
- Twin Lakes
- Twin Valley
- Two Harbors
- Tyler

## U
- Ulen
- Underwood
- Upsala
- Urbank
- Utica

## V
- Vadnais Heights
- Vergas
- Vermillion
- Verndale
- Vernon Center
- Vesta
- Victoria
- Viking
- Villard
- Vining
- Virginia

## W
- Wabasha
- Wabasso
- Waconia
- Wadena
- Wahkon
- Waite Park
- Waldorf
- Walker
- Walnut Grove
- Walters
- Waltham
- Wanamingo
- Wanda
- Warba
- Warren
- Warroad
- Waseca
- Watertown
- Waterville
- Watkins
- Watson
- Waubun
- Waverly
- Wayzata
- Welcome
- Wells
- Wendell
- Westbrook
- West Concord
- Westport
- West St. Paul
- West Union
- Whalan
- Wheaton
- White Bear Lake
- Wilder
- Willernie
- Williams
- Willmar
- Willow River
- Wilmont
- Wilton
- Windom
- Winger
- Winnebago
- Winona
- Winsted
- Winthrop
- Winton
- Wolf Lake
- Wolverton
- Woodbury
- Wood Lake
- Woodland
- Woodstock
- Worthington
- Wrenshall
- Wright
- Wykoff
- Wyoming

## Z
- Zemple
- Zimmerman
- Zumbro Falls
- Zumbrota